# Lerne (Wüstung)
Die Wüstung Lerne oder Leere befindet sich in der Gemarkung der Stadt  Duderstadt im Landkreis Göttingen in Niedersachsen.

## Lage
Der Ort und seine Gemarkung befanden sich etwa zwei Kilometer östlich von Duderstadt im Sulbigtal im Bereich des Rimpersgraben unterhalb des Stadtberges. Die Sulbig ist ein kleiner Zufluss zur Hahle, auch als Leerensche Rinne im Zusammenhang mit dem Duderstädter Wall bekannt. Unmittelbar östlich lag das ebenfalls wüst gefallene Herbigshagen, das heutige Gut Herbigshagen. Der Name der Gegend hat sich bis heute erhalten und heißt Im Leeren, bekannt ist auch noch der Lerborn bzw. die Leerenquelle.

## Geschichte der Wüstung
Eine erste urkundliche Erwähnung für den Zeitraum um 1200 ist nicht sicher und ist vermutlich auf die Zeit um 1290 zu datieren. Im Jahre 1257 wurde ein Gottschalk von Lerne und 1288 wurden nochmals die Brüder Johannes und Gottschalk als Angehörige eines kleinen Ortsadelgeschlechts von Lerne genannt. Johann Vinzenz Wolf gibt als Größe für das Dorf 20 Hufe an.
Wann der Ort wüst gefallen ist, ist nicht genau bekannt, vermutlich bereits im 15. Jahrhundert. Im gesamten 16. Jahrhundert besitzen Mitglieder der Adelsfamilie von Hanstein Zehntrechte zu Lerne. Bis ins 18. Jahrhundert hinein waren in Duderstadt noch die Lernischen Erbschaften bekannt, bestehend aus mehreren Familien, die Anteile an den Ländereien in der ehemaligen Gemarkung hatten. Archäologisch nachgewiesene Scherbenreste wurden im Bereich der Siedlung gefunden.

## Adelsgeschlecht von Lerne
Nach dem Ort benannte sich ein kleines ortsansässiges Adelsgeschlecht. In Urkunden werden die Brüder Johann und Gottschalk von Lerne (1288) erwähnt, ein Hugo von Lerne ist 1355 im Kloster Reinhausen und 1388 wird nochmals ein Curt als Zeuge genannt.

## Namensherkunft
Der Ortsname Lerne kommt mit relativ stabiler Schreibweise und nur wenigen Abweichungen vor. Die Herkunft des Namens ist möglicherweise eine Ableitung von „-ina“ für Larina bzw. Lerina. Daraus lässt sich auch die Grundform „lar“ ableiten, das soviel heißt wie Wald oder Herde. Die Lage der Wüstung östlich von Duderstadt befindet sich tatsächlich in einer waldreichen Gegend.